# Vissing
Vissing er en landsby i Østjylland med 212 indbyggere  (2024). Vissing ligger fem kilometer nord for Hadsten og 12 kilometer syd for Randers. Byen hører under Region Midtjylland og tilhører Favrskov Kommune.
Vissing tilhører Vissing Sogn, og Vissing Kirke ligger i byen.